# Melanismo industrial
Melanismo industrial é um efeito evolutivo proeminente em vários artrópodes, onde a pigmentação escura (melanismo) evoluiu num ambiente afetado pela poluição industrial, incluindo gás dióxido de enxofre e depósitos de fuligem escura. O dióxido de enxofre mata os líquens, deixando a casca das árvores nua, onde, em áreas limpas, ela apresenta padrões escurecidos, que se soma a fuligem, que escurece a casca e outras superfícies. Indivíduos com pigmentação mais escura têm maior aptidão nessas áreas, pois sua coloração corporal (nesse caso, camuflagem) combina melhor com o fundo poluído; eles são, portanto, favorecidos pela seleção natural. Esta mudança, extensivamente estudada por Bernard Kettlewell (1907–1979), é um exemplo popular de ensino da evolução darwiniana, fornecendo evidências da seleção natural. Os resultados de Kettlewell foram contestados por zoólogos, criacionistas e pela jornalista Judith Hooper, mas pesquisadores posteriores confirmaram as descobertas de Kettlewell.
O melanismo industrial é difundido em Lepidoptera (borboletas e mariposas), em mais de 70 espécies, como Odontopera bidentata (cor-de-avelã) e Lymantria monacha (arcos escuros), mas o mais estudado é a evolução da mariposa salpicada, Biston betularia. Também é visto em um besouro, Adalia bipunctata (joaninha de duas manchas), onde a camuflagem não está envolvida, pois o inseto tem uma coloração de advertência conspícua (coloração aposemática), e na cobra marinha Emydocephalus annulatus, onde o melanismo pode ajudar na excreção de oligoelementos através da eliminação da pele. O rápido declínio do melanismo que acompanhou a redução da poluição, faz da seleção natural para a camuflagem “a única explicação crível”.
Outras explicações para a correlação observada com a poluição industrial foram propostas, incluindo o fortalecimento do sistema imunológico em um ambiente poluído, a absorção de calor mais rapidamente quando a luz solar é reduzida pela poluição do ar e a capacidade de excretar oligoelementos em escamas e penas melânicas.

## História
O melanismo industrial foi percebido pela primeira vez em 1900 pelo geneticista William Bateson; ele observou que as formas de cores eram herdadas, mas não sugeriu uma explicação para o polimorfismo.
Em 1906, o geneticista Leonard Doncaster descreveu o aumento na frequência das formas melânicas de várias espécies de mariposas de cerca de 1800 a 1850 na região fortemente industrializada do noroeste da Inglaterra.
Em 1924, o biólogo evolucionista J. B. S. Haldane construiu um argumento matemático mostrando que o rápido crescimento na frequência da forma carbonária da mariposa salpicada, Biston betularia, implicava pressão seletiva.
A partir de 1955, o geneticista Bernard Kettlewell conduziu uma série de experimentos explorando a evolução do melanismo na mariposa salpicada. Ele usou uma técnica de captura-marcação-recaptura para mostrar que as formas escuras sobreviveram melhor que as claras.
Em 1973, a poluição na Inglaterra começou a diminuir e a forma escura de carbonária diminuiu em frequência. Isto forneceu provas convincentes, recolhidas e analisadas por Kettlewell e outros, como o entomologista e geneticista Michael Majerus e o geneticista populacional Laurence M. Cook, de que a sua ascensão e queda foram causadas pela seleção natural em resposta à mudança na poluição e seu efeito na paisagem.

## Distribuição taxonômica
O melanismo industrial é conhecido em mais de 70 espécies de mariposas que Kettlewell encontrou na Inglaterra e em muitas outras da Europa e da América do Norte. Entre estes, Apamea crenata (mariposa tigrada da borda nublada) e Acronicta rumicis (mariposa da grama dos nós) são sempre polimórficas, embora as formas melânicas sejam mais comuns nas cidades e (como as da mariposa salpicada) estejam diminuindo em frequência à medida que essas cidades se tornam menos poluídas.
Entre outros insetos, o melanismo industrial foi observado em um besouro (Adalia bipunctata, a joaninha de duas pintas) e um piolho (Mesopsocus unipunctatus).
Nos vertebrados, o melanismo industrial é conhecido pela cobra marinha cabeça de tartaruga Emydocephalus annulatus, e pode estar presente em pombos selvagens urbanos.

## Camuflagem
Originalmente, as mariposas salpicadas viviam onde líquens de cores claras cobriam as árvores. Para camuflagem contra predadores para aquele fundo limpo, elas geralmente tinham coloração clara. Durante a Revolução Industrial na Inglaterra, a poluição atmosférica por dióxido de enxofre reduziu a cobertura de líquens e a fuligem escureceu as cascas das árvores no ambiente urbano, tornando as mariposas de cor clara mais vulneráveis à predação. Isso proporcionou uma vantagem seletiva ao gene responsável pelo melanismo, e as mariposas de cor mais escura aumentaram em frequência. O fenótipo melânico da Biston betularia foi calculado para proporcionar uma vantagem de aptidão de até 30%. No final do século XIX, a variação original de cor clara foi quase completamente substituída (var. típicas), formando um pico de 98% da população em 1895.
Melânica B. betularia foi amplamente observada na América do Norte. Em 1959, 90% das B. betularia em Michigan e na Pensilvânia eram melânicas. Em 2001, o melanismo caiu para 6% da população, seguindo a legislação sobre ar limpo. A queda no melanismo foi correlacionada com um aumento na diversidade de espécies de líquens, uma diminuição no poluente atmosférico dióxido de enxofre e um aumento no fenótipo pálido. O retorno dos líquens, por sua vez, está diretamente correlacionado com a redução do dióxido de enxofre atmosférico.
Um estudo adicional em 2018 quantificou ainda mais a capacidade de sobrevivência observando a camuflagem de cor e de luminância e modelos de predação artificial de aves. Para camuflagem de cores, as mariposas típicas misturavam-se melhor sob a casca com líquen do que a carbonária, mas quando colocadas sob a casca padrão, sem líquen e não sendo carbonária, não houve diferença significativa. No entanto, na camuflagem de luminância, as mariposas carbonaria se misturaram melhor em comparação com as típicas em uma árvore de casca padrão. Quando ambas as variantes foram colocadas em uma árvore sem poluição, coberta de líquen, as mariposas típicas tiveram uma taxa de sobrevivência 21% melhor.

### Controvérsia
Os experimentos de Kettlewell foram criticados pelo zoólogo Theodore David Sargent, que não conseguiu reproduzir os resultados de Kettlewell entre 1965 e 1969, e argumentou que Kettlewell havia treinado especialmente seus pássaros para fornecer os resultados desejados. Michael Majerus, entretanto, descobriu que Kettlewell estava basicamente correto ao concluir que a predação diferencial de aves em um ambiente poluído era a principal causa do melanismo industrial na mariposa salpicada. A história, por sua vez, foi retomada em um livro de 2002, Of Moths and Men, da jornalista Judith Hooper, afirmando que as descobertas de Kettlewell eram fraudulentas. A história foi contada por criacionistas que repetiram as afirmações de fraude. Zoólogos, incluindo L. M. Cook, B. S. Grant, Majerus e David Rudge, no entanto, confirmaram o relato de Kettlewell, fazendo com que cada uma das reivindicações de Hooper e dos criacionistas ruíssem quando os fatos foram examinados.
Foi sugerido que a relação demonstrada entre melanismo e poluição não pode ser totalmente comprovada porque a razão exata para o aumento da capacidade de sobrevivência não pode ser rastreada e identificada. No entanto, à medida que a qualidade do ar melhorou nas áreas industriais da América do Norte e da Grã-Bretanha, através de uma melhor regulamentação, oferecendo condições para um experimento natural, o melanismo diminuiu drasticamente nas mariposas, incluindo B. betularia e Odontopera bidentata. Cook e J. R. G. Turner concluíram que "a seleção natural é a única explicação crível para o declínio geral", e outros biólogos que trabalham na área concordam com este julgamento.

## Explicações alternativas

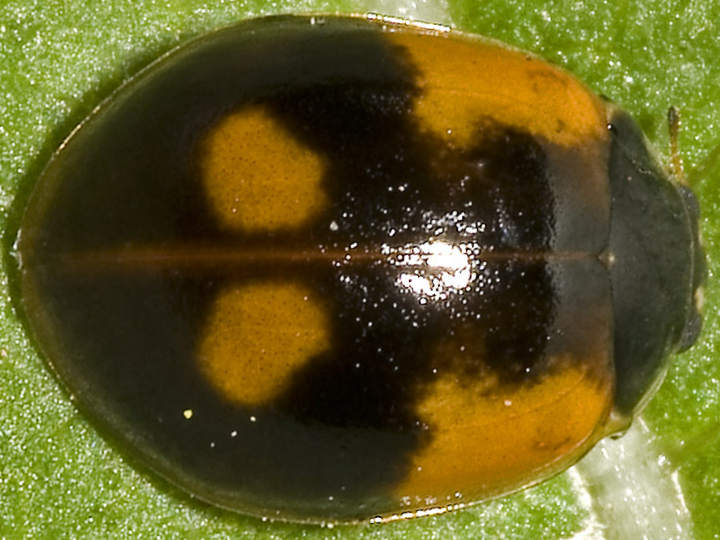
Ilustração.

### Imunidade
Em 1921, o biólogo evolucionista Richard Goldschmidt argumentou que o aumento observado na forma melânica da mariposa dos arcos escuros, Lymantria monacha, não poderia ter sido causado apenas pela pressão de mutação, mas exigia uma vantagem seletiva de uma causa desconhecida: ele não considerou camuflagem como a explicação.
Quase um século depois, foi sugerido que o melanismo industrial de mariposas poderia, além de fornecer (pleiotropia) camuflagem com "a conhecida coloração escura protetora", também conferia uma melhor imunidade a produtos químicos tóxicos da poluição industrial. As formas mais escuras têm uma resposta imunológica mais forte a objetos estranhos; estes são encapsulados por hemócitos (células sanguíneas de insetos), e a cápsula assim formada é então endurecida com depósitos do pigmento escuro, melanina.

### Excreção de oligoelementos metálicos
Um mecanismo de não relacionado a camuflagem foi sugerido para alguns vertebrados. Nas regiões oceânicas tropicais sujeitas à poluição industrial, a cobra marinha cabeça de tartaruga Emydocephalus annulatus tem maior probabilidade de ser melânica. Essas cobras trocam de pele a cada duas a seis semanas. A pele descamada contém minerais tóxicos, mais elevados para a pele escura, de modo que o melanismo industrial pode ser selecionado através da melhor excreção de oligoelementos. O mesmo pode se aplicar no caso de pombos selvagens urbanos, que têm a capacidade de remover oligoelementos metálicos como o zinco em suas penas. No entanto, não foi encontrado acúmulo de chumbo tóxico nas penas, portanto o suposto mecanismo é limitado em seu alcance.

### Vantagem térmica
As formas melânicas da joaninha de duas manchas Adalia bipunctata são muito frequentes em cidades e perto delas, e raras em zonas rurais não poluídas, por isso parecem ser variações industriais. As joaninhas são aposemáticas (com coloração de alerta visível), então a camuflagem não pode explicar essa distribuição. Uma explicação proposta é que as formas melânicas apresentam uma vantagem térmica diretamente ligada ao aspecto poluente da industrialização, uma vez que a fumaça e os particulados no ar reduzem a quantidade de luz solar que atinge os habitats dessas espécies. Os fenótipos melânicos devem então ser favorecidos pela seleção natural, já que a coloração escura absorve melhor a luz solar limitada. Uma possível explicação poderia ser que em ambientes mais frios, as vantagens térmicas do melanismo industrial poderiam aumentar a atividade e a probabilidade de acasalamento. Na Holanda, A. bipunctata melânica tinha uma vantagem de acasalamento distinta sobre a forma não melânica.
No entanto, o melanismo térmico não conseguiu explicar a distribuição das espécies perto de Helsinki, onde a cidade forma uma “ilha de calor” relativamente quente, enquanto perto da costa finlandesa há mais luz solar, bem como mais melanismo, pelo que a pressão seletiva que impulsiona o melanismo requer uma explicação diferente. Um estudo realizado em Birmingham também não encontrou nenhuma evidência de melanismo térmico, mas uma forte correlação com a poluição por fumaça; o melanismo diminuiu de 1960 a 1978 à medida que a cidade se tornou mais limpa. Além disso, o mesmo estudo descobriu que uma espécie relacionada, Adalia decempunctata, não sofreu nenhuma mudança na frequência de melanismo nos mesmos locais naquele período.

## Referência
1. ↑  Majerus, Michael E. N. (março de 2009). «Industrial Melanism in the Peppered Moth, Biston betularia: An Excellent Teaching Example of Darwinian Evolution in Action». Evolution: Education and Outreach (em inglês) (1): 63–74. ISSN 1936-6434. doi:10.1007/s12052-008-0107-y. Consultado em 15 de dezembro de 2023
2. 1 2  Rudge, David Wÿss (julho de 2005). «Did Kettlewell commit fraud? Re-examining the evidence». Public Understanding of Science (em inglês) (3): 249–268. ISSN 0963-6625. doi:10.1177/0963662505052890. Consultado em 15 de dezembro de 2023
3. 1 2 3 4 5  Cook, L. M.; Turner, J. R. G. (dezembro de 2008). «Decline of melanism in two British moths: spatial, temporal and inter-specific variation». Heredity (em inglês) (6): 483–489. ISSN 1365-2540. doi:10.1038/hdy.2008.105. Consultado em 15 de dezembro de 2023
4. ↑  Haldane, J. B. S. (1 de janeiro de 1990). «A mathematical theory of natural and artificial selection—I». Bulletin of Mathematical Biology (em inglês) (1): 209–240. ISSN 1522-9602. doi:10.1007/BF02459574. Consultado em 15 de dezembro de 2023
5. ↑  Kettlewell, H. B. D. (dezembro de 1955). «Selection experiments on industrial melanism in the Lepidoptera». Heredity (em inglês) (3): 323–342. ISSN 1365-2540. doi:10.1038/hdy.1955.36. Consultado em 15 de dezembro de 2023
6. ↑  Hagen, Joel B. (1 de janeiro de 1999). «Retelling Experiments: H.B.D. Kettlewell's Studies of Industrial Melanism in Peppered Moths». Biology and Philosophy (em inglês) (1): 39–54. ISSN 1572-8404. doi:10.1023/A:1006576518561. Consultado em 15 de dezembro de 2023
7. ↑  Kettlewell, H. B. D. (dezembro de 1956). «Further selection experiments on industrial melanism in the Lepidoptera». Heredity (em inglês) (3): 287–301. ISSN 1365-2540. doi:10.1038/hdy.1956.28. Consultado em 15 de dezembro de 2023
8. ↑  Kettlewell, H. B. D. (fevereiro de 1958). «A survey of the frequencies of Biston betularia (L.) (Lep.) and its melanic forms in Great Britain». Heredity (em inglês) (1): 51–72. ISSN 1365-2540. doi:10.1038/hdy.1958.4. Consultado em 15 de dezembro de 2023
9. ↑  Cook, Laurence M. (dezembro de 2003). «The rise and fall of the Carbonaria form of the peppered moth». The Quarterly Review of Biology (4): 399–417. ISSN 0033-5770. PMID 14737825. doi:10.1086/378925. Consultado em 15 de dezembro de 2023
10. ↑  Hendry, Andrew P.; Kinnison, Michael T. (6 de dezembro de 2012). Microevolution Rate, Pattern, Process (em inglês). [S.l.]: Springer Science & Business Media
11. 1 2 3  Muggleton, John; Lonsdale, David; Benham, Brian R. (1975). «Melanism in Adalia bipunctata L. (Col., Coccinellidae) and its Relationship to Atmospheric Pollution». Journal of Applied Ecology (2): 451–464. ISSN 0021-8901. doi:10.2307/2402167. Consultado em 15 de dezembro de 2023
12. 1 2  Goiran, Claire; Bustamante, Paco; Shine, Richard (21 de agosto de 2017). «Industrial Melanism in the Seasnake Emydocephalus annulatus». Current biology: CB (16): 2510–2513.e2. ISSN 1879-0445. PMID 28803870. doi:10.1016/j.cub.2017.06.073. Consultado em 15 de dezembro de 2023
13. 1 2  Chatelain, M.; Gasparini, J.; Jacquin, L.; Frantz, A. (março de 2014). «The adaptive function of melanin-based plumage coloration to trace metals». Biology Letters (3). 20140164 páginas. ISSN 1744-957X. PMC 3982444. PMID 24671830. doi:10.1098/rsbl.2014.0164. Consultado em 15 de dezembro de 2023
14. ↑  McIntyre, Nancy E. (1 de julho de 2000). «Ecology of Urban Arthropods: A Review and a Call to Action» (em inglês): 825–835. doi:10.1603/0013-8746(2000)093[0825:EOUAAR]2.0.CO;2. Consultado em 15 de dezembro de 2023
15. ↑  Cook, L. M.; Saccheri, I. J. (março de 2013). «The peppered moth and industrial melanism: evolution of a natural selection case study». Heredity (em inglês) (3): 207–212. ISSN 1365-2540. doi:10.1038/hdy.2012.92. Consultado em 15 de dezembro de 2023
16. ↑  Grant, B. S.; Wiseman, L. L. (2002). «Recent history of melanism in American peppered moths». The Journal of Heredity (2): 86–90. ISSN 0022-1503. PMID 12140267. doi:10.1093/jhered/93.2.86. Consultado em 15 de dezembro de 2023
17. ↑  Brakefield, P. M.; Liebert, T. G. (7 de outubro de 2000). «Evolutionary dynamics of declining melanism in the peppered moth in the Netherlands». Proceedings. Biological Sciences (1456): 1953–1957. ISSN 0962-8452. PMC 1690762. PMID 11075707. doi:10.1098/rspb.2000.1235. Consultado em 15 de dezembro de 2023
18. ↑  Walton, Olivia C.; Stevens, Martin (2018). «Avian vision models and field experiments determine the survival value of peppered moth camouflage». Communications Biology. 118 páginas. ISSN 2399-3642. PMC 6123793. PMID 30271998. doi:10.1038/s42003-018-0126-3. Consultado em 15 de dezembro de 2023
19. ↑  Sargent, T. D. (5 de janeiro de 1968). «Cryptic moths: effects on background selections of painting the circumocular scales». Science (New York, N.Y.) (3810): 100–101. ISSN 0036-8075. PMID 5634373. Consultado em 15 de dezembro de 2023
20. ↑  Sargent, T. D. (maio de 1969). «Background Selections of the Pale and Melanic Forms of the Cryptic Moth, Phigalia titea (Cramer)». Nature (em inglês) (5193): 585–586. ISSN 0028-0836. doi:10.1038/222585b0. Consultado em 15 de dezembro de 2023
21. ↑  «Evolution - April 1999: Peppered Moths and Creationists». web.archive.org. 26 de agosto de 2007. Consultado em 15 de dezembro de 2023
22. ↑  Cook, Laurence M. (dezembro de 2003). «The rise and fall of the Carbonaria form of the peppered moth». The Quarterly Review of Biology (4): 399–417. ISSN 0033-5770. PMID 14737825. doi:10.1086/378925. Consultado em 15 de dezembro de 2023
23. ↑  Grant, Bruce S. (9 de agosto de 2002). «Sour Grapes of Wrath». Science (em inglês) (5583): 940–941. ISSN 0036-8075. doi:10.1126/science.1073593. Consultado em 15 de dezembro de 2023
24. ↑  Rudge, David W. (março de 2006). «Myths about moths: a study in contrasts». Endeavour (1): 19–23. ISSN 0160-9327. PMID 16549216. doi:10.1016/j.endeavour.2006.01.005. Consultado em 15 de dezembro de 2023
25. ↑  Gillespie, J. P.; Kanost, M. R.; Trenczek, T. (1997). «Biological mediators of insect immunity». Annual Review of Entomology: 611–643. ISSN 0066-4170. PMID 9017902. doi:10.1146/annurev.ento.42.1.611. Consultado em 15 de dezembro de 2023
26. ↑  Mikkola, Kauri; Albrecht, Anders (1988). «The melanism of Adalia bipunctata around the Gulf of Finland as an industrial phenomenon (Coleoptera, Coccinellidae)». Annales Zoologici Fennici (2): 177–185. ISSN 0003-455X. Consultado em 15 de dezembro de 2023
27. ↑  Brakefield, Paul M.; Lees, David R. (outubro de 1987). «Melanism in Adalia ladybirds and declining air pollution in Birmingham». Heredity (em inglês) (2): 273–277. ISSN 1365-2540. doi:10.1038/hdy.1987.123. Consultado em 15 de dezembro de 2023